# Доленци (община Битоля)
Вижте пояснителната страница за други значения на Доленци.
Доленци (на македонска литературна норма: Доленци) е село в община Битоля на Северна Македония.

## География
Селото се намира в областта Гяваткол, на 20 km северозападно от Битоля.

## История
На 500 m западно от селото в местността Суви ливади в Цапарското поле е разкрита раннохристиянска базилика.
В XIX век Доленци е село в Битолска кааза, нахия Гяваткол на Османската империя. В „Етнография на вилаетите Адрианопол, Монастир и Салоника“, издадена в Константинопол в 1878 година и отразяваща статистиката на населението от 1873 година, Доленци (Dolentzi) е посочено като в каза Ресен с 16 домакинства и 46 жители българи. Църквата „Свети Георги“ е от XIX век.
Според Васил Кънчов в 90-те години Доленци има около 125 турски и 25 български християнски къщи. Според статистиката му („Македония. Етнография и статистика“) в 1900 година Доленци е смесено село с 550 жители, от които 200 българи християни и 350 арнаути мохамедани.
На Етнографската карта на Битолския вилает на Картографския институт в София от 1901 година Доленци е чисто албанско село в Битолската каза на Битолския санджак с 91 къщи.
По данни на секретаря на Българската екзархия Димитър Мишев („La Macédoine et sa Population Chrétienne“) в 1905 година в Доленци има 160 българи екзархисти и 420 албанци.
По време на българското управление на Вардарска Македония през Първата световна война Доленци е част от Гяватска община в Битолска селска околия и има 233 жители.
Джамията в селото е изградена през 50-те години. В 1953 година селото има 433 жители. Жителите намаляват вследствие на емиграция към Битоля, Скопие, Ресен, Турция, презокеанските земи и в Европа. Според преброяването от 2002 година селото има 265 жители самоопределили се както следва:
| Националност     | Всичко |
| северномакедонци | 51     |
| албанци          | 212    |
| турци            | 0      |
| роми             | 0      |
| власи            | 0      |
| сърби            | 0      |
| бошняци          | 1      |
| други            | 1      |

## Личности
Родени в Доленци
- Йосиф Талевски (р. 1947), северномакедонски юрист
- Никола Алтъпармаков (1873 – 1953), български революционер от ВМОК и ВМРО